# Croton buchii
Espèce
Classification APG III (2009)
Croton buchii est une espèce de plantes à fleurs du genre Croton et de la famille des Euphorbiaceae présente à Haïti.